# Nummularia succenturiata
Nummularia succenturiata är en svampart som först beskrevs av Tode, och fick sitt nu gällande namn av Nitschke 1867. Nummularia succenturiata ingår i släktet Nummularia och familjen kolkärnsvampar.   Inga underarter finns listade i Catalogue of Life.